# 密涅瓦鎮區 (明尼蘇達州清水縣)
密涅瓦鎮區（英語：Minerva Township）是位於美國明尼蘇達州清水縣的一個行政鎮區。

## 地方資料
密涅瓦鎮區的面積為93.60平方千米，當中陸地面積為89.40平方千米，而水域面積為4.20平方千米。根據2020年美國人口普查的數據，當地共有人口239人，而人口密度為每平方千米2.55人。